# Autobusy w Łodzi
Niektóre z zamieszczonych tu informacji wymagają weryfikacji.
Dokładniejsze informacje o tym, co należy poprawić, być może znajdują się w dyskusji tego artykułu.
 Po wyeliminowaniu niedoskonałości należy usunąć szablon {{Dopracować}} z tego artykułu.

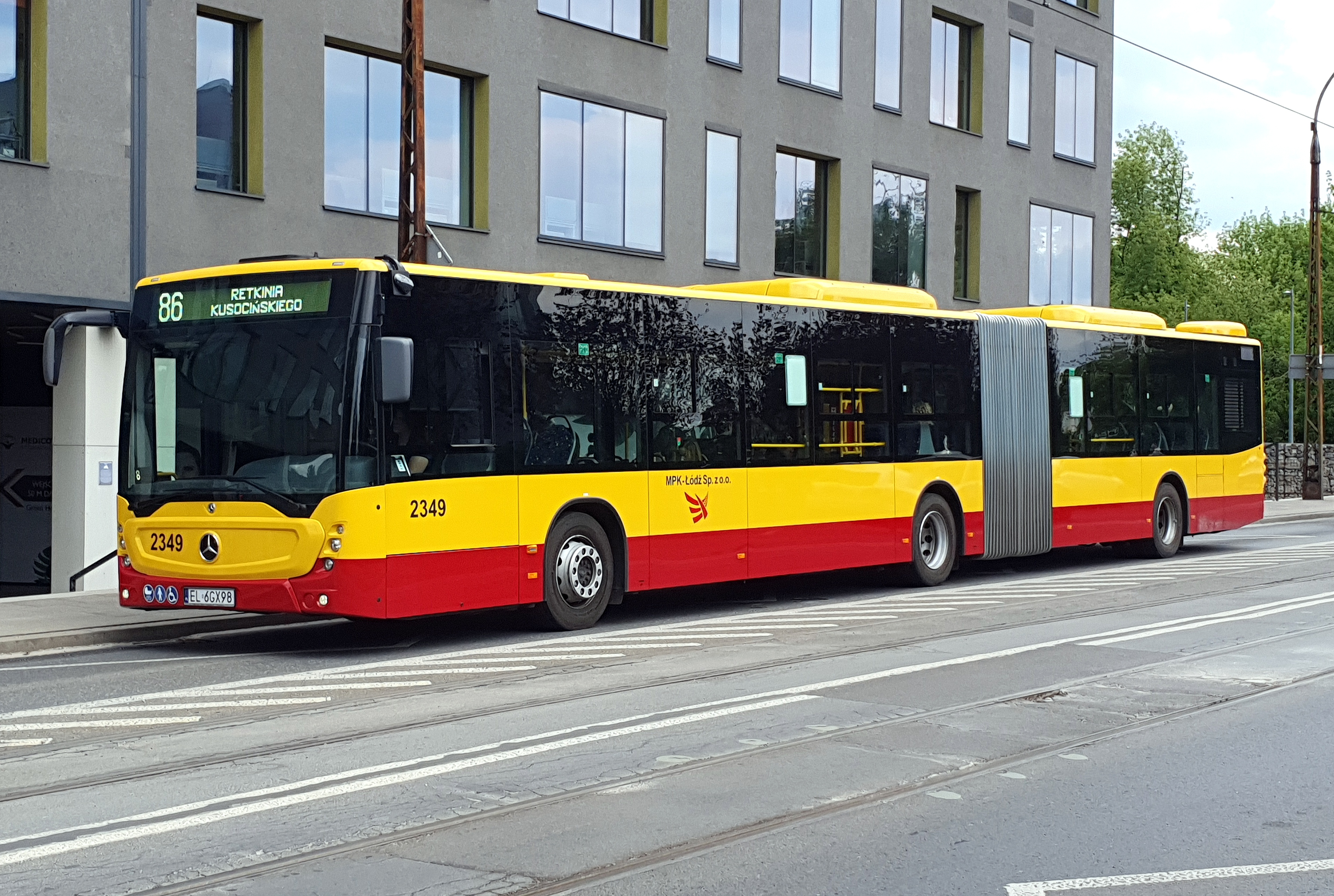
Mercedes-Benz Conecto G przy rondzie Solidarności

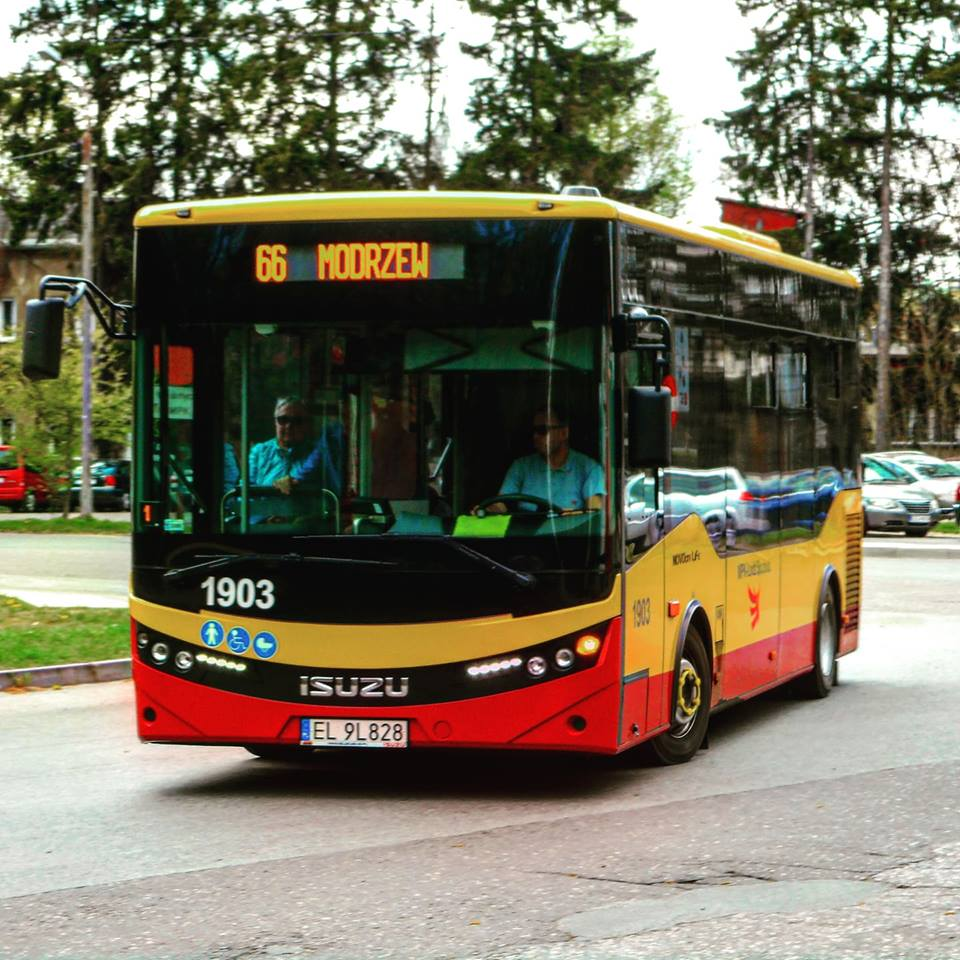
Isuzu Novociti Life w Łagiewnikach

Miejska komunikacja autobusowa w Łodzi – system autobusowego transportu zbiorowego na terenie aglomeracji łódzkiej działający od 1948 roku. Składa się z 80 linii autobusowych dziennych i 14 nocnych. Na łódzkich ulicach jeźdzą 4 marki autobusów: Solaris, Mercedes, Volvo oraz Isuzu Novociti Life.
Na obszarze aglomeracji łódzkiej kursują również autobusy przewoźników prywatnych, w tym przedsiębiorstw PKS, funkcjonujące na zasadach komercyjnych oraz linie finansowane przez samorządy poszczególnych miast i gmin. Nie wchodzą one w skład łódzkiej sieci komunikacji miejskiej (tzw. Lokalny Transport Zbiorowy w Łodzi).

## Przystanki „na żądanie”
Od 15 października 2018 roku, MPK w porozumieniu z Zarządem Dróg i Transportu wprowadziło na niektórych liniach autobusowych przystanki z oznaczeniem „NA ŻĄDANIE”. Aby wysiąść na takim przystanku, należy wcisnąć guzik STOP.

## Przewoźnicy
Prawie wszystkie linie autobusowe obsługiwanie są przez miejskiego przewoźnika MPK Łódź.
Wyjątek stanowią:
- 6, 61 – obsługiwane przez ZPK Markab, należące do zgierskiej sieci komunikacji miejskiej, włączona do LTZ na podstawie porozumienia międzygminnego;
- 201, 202 – obsługiwane przez UHT Anna Chmiel[3] należące do prywatnego przewoźnika świadczącego usługi gminie Andrespol.

W Zgierzu, Pabianicach i Głownie (jedna linia) funkcjonują sieci komunikacji miejskiej przejęte przez samorządy lokalne od MPK Łódź w okresie transformacji ustrojowej. Komunikacja miejska lub gminna działa również w Łasku, gminie Stryków oraz gminie Brójce. Władze niektórych miast i gmin (np. Andrespol, Tuszyn, Brzeziny) dofinansowują linie łączące je z Łodzią, zawierając porozumienie międzygminne z władzami Łodzi (wtedy do danej gminy wydłużana jest jedna z łódzkich linii miejskich – np. 50A/B do Rzgowa, 53B do Brzezin) lub wyłaniając przewoźnika obsługującego daną linię w przetargu (np. Tuszyn, część gminy Andrespol).

## Tabor autobusowy (stan na 30 grudnia 2024)

### Tabor eksploatowany liniowo[1]
| Lp.                                         | Typ autobusu                                | Rok produkcji                               | przewóz osób na wózkach                     | klimatyzacja przestrzeni pasażerskiej       | monitoring                                  | automaty biletowe                           | Liczba | EA - 1 | EA - 2 |
| ------------------------------------------- | ------------------------------------------- | ------------------------------------------- | ------------------------------------------- | ------------------------------------------- | ------------------------------------------- | ------------------------------------------- | ------ | ------ | ------ |
| 1                                           | Mercedes-Benz Conecto G NG                  | 2023                                        | T                                           | T                                           | T                                           | T                                           | 52     | 26     | 26     |
| 2                                           | Mercedes-Benz 628 B01 Conecto               | 2013                                        | T                                           | T                                           | T                                           | T                                           | 28     | 14     | 14     |
| 3                                           | Mercedes-Benz 628 B02 Conecto G             | 2013                                        | T                                           | T                                           | T                                           | T                                           | 20     | 10     | 10     |
| 4                                           | Mercedes-Benz 628 Conecto LF G              | 2010                                        | T                                           | N                                           | T                                           | T                                           | 7      | –      | 7      |
| 5                                           | Solaris Urbino 18 Mild Hybrid               | 2024                                        | T                                           | T                                           | T                                           | T                                           | 48     | 31     | 17     |
| 6                                           | Solaris Urbino 18 electric                  | 2023                                        | T                                           | T                                           | T                                           | T                                           | 8      | 8      | -      |
| 7                                           | Solaris Urbino 18                           | 2021                                        | T                                           | T                                           | T                                           | T                                           | 22     | 13     | 9      |
| 8                                           | Solaris Urbino 18                           | 2019                                        | T                                           | T                                           | T                                           | T                                           | 20     | –      | 20     |
| 9                                           | Solaris Urbino 18                           | 2015                                        | T                                           | T                                           | T                                           | T                                           | 20     | 10     | 10     |
| 10                                          | Solaris Urbino 12 Mild Hybrid               | 2024                                        | T                                           | T                                           | T                                           | T                                           | 14     | –      | 14     |
| 11                                          | Solaris Urbino 12 Mild Hybrid               | 2021                                        | T                                           | T                                           | T                                           | T                                           | 29     | –      | 29     |
| 12                                          | Solaris Urbino 12                           | 2019                                        | T                                           | T                                           | T                                           | T                                           | 26     | 12     | 14     |
| 13                                          | Solaris Urbino 12                           | 2015                                        | T                                           | T                                           | T                                           | T                                           | 20     | 10     | 10     |
| 14                                          | Solaris Urbino 12                           | 2011                                        | T                                           | T                                           | T                                           | T                                           | 31     | 31     | –      |
| 15                                          | Isuzu Novociti Life                         | 2020                                        | T                                           | T                                           | T                                           | T                                           | 18     | 9      | 9      |
| 16                                          | Isuzu Novociti Life                         | 2018                                        | T                                           | T                                           | T                                           | T                                           | 24     | 12     | 12     |
| 17                                          | Volvo 7900 EV                               | 2022                                        | T                                           | T                                           | T                                           | T                                           | 17     | 17     | –      |
| Suma pojazdów                               | Suma pojazdów                               | Suma pojazdów                               | Suma pojazdów                               | Suma pojazdów                               | Suma pojazdów                               | Suma pojazdów                               | 404    | 203    | 201    |
| Udział autobusów niskopodłogowych we flocie | Udział autobusów niskopodłogowych we flocie | Udział autobusów niskopodłogowych we flocie | Udział autobusów niskopodłogowych we flocie | Udział autobusów niskopodłogowych we flocie | Udział autobusów niskopodłogowych we flocie | Udział autobusów niskopodłogowych we flocie | 100%   | 100%   | 100%   |
| Udział autobusów klimatyzowanych we flocie  | Udział autobusów klimatyzowanych we flocie  | Udział autobusów klimatyzowanych we flocie  | Udział autobusów klimatyzowanych we flocie  | Udział autobusów klimatyzowanych we flocie  | Udział autobusów klimatyzowanych we flocie  | Udział autobusów klimatyzowanych we flocie  | 98%    | 100%   | 97%    |

### Autobusy wycofane z eksploatacji
- Ikarus 260
- Ikarus 280
- Jelcz M11
- MAN SG 192
- Mercedes-Benz O317GB
- Mercedes-Benz O345G
- Mercedes-Benz O307
- Mercedes-Benz O405 GN
- Mercedes-Benz Conecto G
- MAN NL 223
- Jelcz 120MM
- Volvo B10L
- Volvo B10LA
- Volvo 7000A
- Volvo 7000
- Jelcz M121MB
- Jelcz M181MB
- Jelcz – Mercedes O405N2/M122
- Jelcz M081MB
- Volvo 7700
- Volvo 7700A
- Mercedes-Benz O530

### Autobusy zabytkowe
- Jelcz M11 (2904)
- Jelcz 272 MEX (pług śnieżny)
- Ikarus 280.26 (3096)
- Ikarus 280.70E (1553)
- Mercedes-Benz O405N2

## Zajezdnie autobusowe

### MPK Łódź
Aktualnie MPK posiada 2 zajezdnie autobusowe.
| Nazwa zajezdni | Data powstania | Oznaczenie              | Modele aktualnie obsługiwane                                                                                 | Modele w planach do wprowadzenia |
| -------------- | -------------- | ----------------------- | --- | -------------------------------- |
| Limanowskiego  | 1971           | 1 (od 2008) (3 do 2008) | Solaris Urbino 18, Solaris Urbino 12, Mercedes-Benz Conecto LF, Mercedes-Benz Conecto G, Isuzu Novociti Life |                                  |
| Nowe Sady      | 1976           | 2 (od 1992) (4 do 1992) | Mercedes-Benz Conecto LF, Mercedes-Benz Conecto G, Solaris Urbino 18, Solaris Urbino 12, Isuzu Novociti Life |                                  |

Poniższa lista przedstawia zlikwidowane zajezdnie miejskie.
| Nazwa zajezdni              | Data powstania | Data likwidacji | Inne |
| --------------------------- | -------------- | --------------- | --- |
| Kraszewskiego (Kilińskiego) | 1961           | 2008            | zajezdna nr 1, ostatecznie zlikwidowana i sprzedana, pojazdy z tej zajezdni trafiły na Nowe Sady |
| Helenówek                   | 1968           | 1992            | zajezdna nr 2, ostatecznie zlikwidowana, pojazdy z tej zajezdni trafiły do pozostałych zajezdni, w latach 1970–1992 zajezdnia oprócz północnej części Łodzi obsługiwała również miasto Zgierz, po likwidacji zajezdni zgierską komunikacje przejęły Miejskie Usługi Komunikacyjne |

Ta lista przedstawia zajezdnie poza Łodzią, które dawniej należały do MPK.
| Nazwa zajezdni (miasto) | Data powstania | Data likwidacji | Inne |
| ----------------------- | -------------- | --------------- | --- |
| Pabianice               | 1982           | 1992            | zajezdnia nr 5, zajezdnia obsługiwała linie komunikacyjne w Pabianicach oraz w południowej części Łodzi, po jej likwidacji komunikację w Pabianicach jako organizator i przewoźnik przejęła spółka miejska MZK Pabianice, linie łódzkie przejęły zajezdnia Kraszewskiego i Nowe Sady |

MPK Łódź (zajezdnia Limanowskiego) obsługiwało również linię autobusową na obszarze Głowna. Obsługę linii przejął Miejski Zakład Komunalny w Głownie. Jednostka ta posiada bazę przy ul. Dworskiej w Głownie, ale jedyne 2 autobusy nie stanowią nawet połowy jej taboru (obsługa linii autobusowej nie jest jej głównym zadaniem).

## Taryfa
W aglomeracji łódzkiej obowiązują dwie strefy taryfowe – miejska „1” (przejazdy w granicach Łodzi) oraz podmiejska „2” (przejazdy poza granicami Łodzi). Istnieją też bilety strefowe „1+2”. Podział na strefy nie dotyczy biletów czasowych (20, 40, 60 min).
Łódzka taryfa biletowa dotyczy linii obsługiwanych przez MPK Łódź (autobusowych oraz tramwajowych) na całej ich trasie, z wyjątkiem linii autobusowych:
- 6, 61 – obsługiwana przez ZPK Markab, poza granicami Łodzi obowiązuje taryfa MUK Zgierz